# Figures de cire
Figures de cire er en fransk stumfilm fra 1914 af Maurice Tourneur.

## Medvirkende
- Henry Roussel som Pierre de Lionne
- Emile Tramont som Jacques
- Henri Gouget